# Un gentilhomme
Un gentilhomme est un roman inachevé d'Octave Mirbeau, publié en 1920, après sa mort.

## Un roman impossible à achever
C'est au milieu des années 1890 qu'Octave Mirbeau a commencé à réfléchir à un roman « sur la grande propriété ». Vers 1900, il a songé à lui donner des dimensions considérables, pour en faire l'équivalent de Guerre et Paix de Léon Tolstoï pour la France du dernier quart du XIXe siècle, à partir du coup d'État de Mac Mahon, le 16 mai 1877. Mais les trois chapitres publiés par sa veuve, l'ancienne actrice Alice Regnault, s'arrêtent à la veille de ce coup d'État…
Il semble que l'entreprise envisagée par Mirbeau lui ait paru très vite au-dessus de ses forces, et contraire de surcroît à son évolution en matière de roman : alors que, de plus en plus, il s'oriente vers des œuvres narratives déconcertantes par leur refus de la construction et d'un sens univoque (voir Le Jardin des supplices et Les 21 jours d'un neurasthénique), le sujet choisi l'aurait sans doute obligé à donner quantité d'explications pour rendre compte de l'histoire contemporaine, comme si la réalité historique était intelligible.

## Un roman-confession

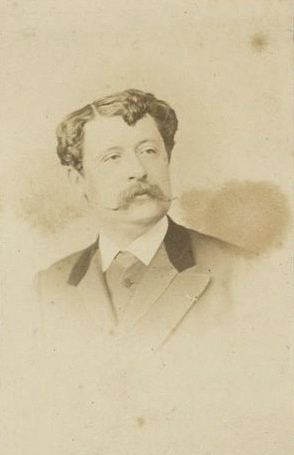
Dugué de La Fauconnerie

L'intérêt majeur des trois chapitres rédigés vient du retour du romancier sur ses débuts de professionnel de la plume. Comme lui, son personnage-narrateur, Charles Varnat, entre, comme secrétaire particulier, au service d'un hobereau normand aux vastes ambitions politiques, le marquis d'Amblezy-Sérac. Octave Mirbeau en profite pour revenir sur les années où il a dû, pour assurer sa pitance, mettre sa plume au service d'employeurs successifs, et pour commencer à celui de Dugué de La Fauconnerie, dont il a été pendant plus de quatre ans le secrétaire particulier. ce qui lui a laissé des souvenirs durables d'humiliations et de frustrations. De nouveau, comme dans ses articles et contes des années 1880, il assimile ce prolétariat intellectuel à de la prostitution, et la condition de secrétaire particulier à celle d'un domestique, mais en plus salissant.

## Adaptation télévisée
Une très libre adaptation télévisée du roman de Mirbeau, intitulée également  Un gentilhomme, a été réalisée par Laurent Heynemann, sur un scénario de Jean Cosmos, avec Daniel Russo dans le rôle du marquis d'Amblezy-Sérac, Yannick Renier dans celui du narrateur, Charles Varnat, et Philippe Uchan dans celui de Lerible. Ce téléfilm a été programmé sur France 3 le 31 mars 2010, dans le cadre de la série Contes et nouvelles du XIXe siècle.